# Le Guéridon (Braque, Paris)
Pour les articles homonymes, voir Guéridon (homonymie).
Le Guéridon est un tableau peint par le peintre français Georges Braque en 1911 à Céret. Cette huile sur toile est une nature morte cubiste représente un violon, des verres, des bouteilles et des partitions de musique sur guéridon. Don de Raoul Albert La Roche en 1953, elle est conservée au musée national d'Art moderne, à Paris.

## Expositions
- Le Cubisme, Centre national d'art et de culture Georges-Pompidou, Paris, 2018-2019.